# 公共交通保安指揮處

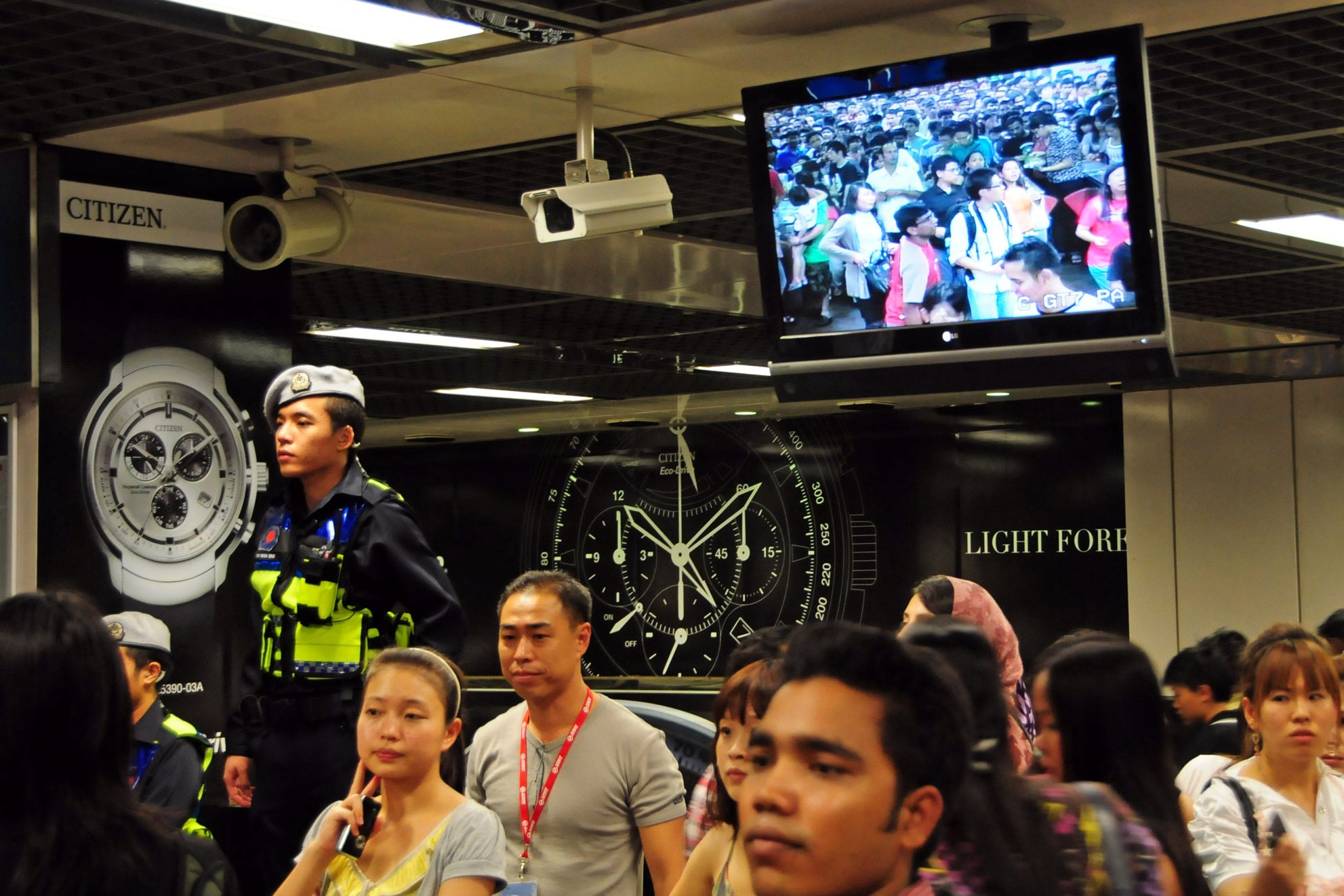
一名公共交通保安指揮處警員在2010年元旦慶祝活動結束後的數小時內，在政府大廈地鐵站監察人潮。螢幕上顯示的人流畫面來自監視攝影機的即時影像。

公共交通保安指揮處（英語：Public Transport Security Command，簡稱：TransCom）是新加坡警察部隊轄下的一個專責公共交通安全的特別單位。該單位最初於2005年成立，名為「地鐵警衛隊」（英語：Police MRT Unit，簡稱：PMU），隸屬於特别行动指挥处，成立背景是當時因應安全形勢變化而提高新加坡公共交通系統的安全需求。2009年8月15日，該單位升格為獨立的專責部門，並改為現名。

## 歷史
2005年4月，在新加坡警察部隊年度工作計劃研討會上，內政部長黃根成宣佈將成立一支專責單位。該單位被命名為「地鐵警衛隊」，隸屬於特别行动指挥处。警衛隊自2005年8月15日起開始在地鐵網絡上進行日常巡邏。
2008年，當局宣佈計劃將地鐵警衛隊擴展為警察部隊內部的獨立單位。該轉型於2009年8月15日完成，單位升格為專業部門並採用現名，反映其負責整個新加坡公共交通網絡保安工作的擴大職能。同年，單位也從原本位於女皇道的基地，遷至前芽籠警區總部大樓。

## 人力與裝備

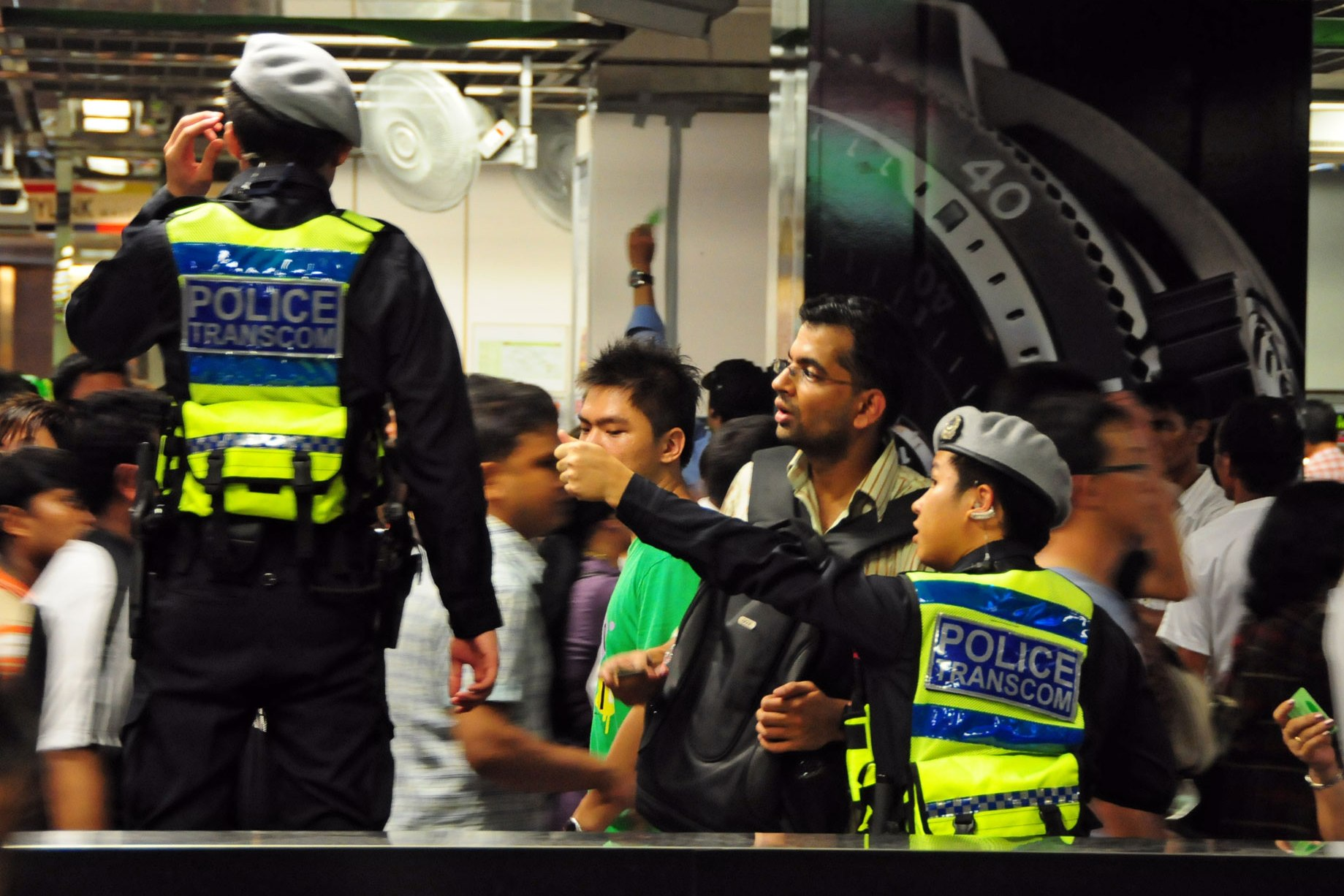
2010年元旦，公共交通保安指揮處警員在政府大廈地鐵站觀察人流並引導民眾。請注意他們所佩戴的淺灰色貝雷帽，這是在兩天前，即2009年12月30日剛剛啟用的新制服配件。

公共交通保安指揮處的人力來源包括正規警員以及服全職國民服役（簡稱NSF）的義務役人員。甄選標準之一為人員的體格，較高大健壯的警員更易被選中，以展現更強的威嚇力。單位的警員接受在狹小與人群密集環境中執法的專業訓練，並熟悉地鐵系統的運作。自2007年起，該單位開始納入新加坡志愿警察成員。
每位公共交通保安指揮處警員均配備左輪手槍、T型警棍、手銬及无线对讲机。正規警員以及部分經挑選的國民服役人員亦接受電擊槍使用訓練，作為在不需使用致命武力情況下處理事件的一項非致命選項。警員穿著與警察机动部队（英語：Police Tactical Unit）相似的深藍色戰術制服。最初，警員佩戴藍色貝雷帽，自2009年12月30日起改為淺灰色貝雷帽，以凸顯其作為獨立部門的身份，同時提升行動時的可見度。

## 行動勤務
公共交通保安指揮處的警員目前以兩人一組或更大隊形，在地鐵網絡的車站及列車內外巡邏。這些巡邏可能包括檢查及搜查可疑物品或人員，並刻意採取隨機方式進行，以保留突襲效果，提升行動效率。
起初，公共交通保安指揮處的警員僅部署於地鐵系統內。如今，其行動範圍已擴展至巴士轉乘站與終點站，這些地點原本由鄰里警局警員巡邏。